# Travis Barker
Travis Landon Barker (* 14. listopadu 1975) je americký bubeník. V současné době hraje v kapele Blink 182. Byl také bubeníkem +44, Box Car Racer, Expensive Taste, The Transplants.
Po začátcích s kapelami The Suicide Machines a The Aquabats (zde vystupoval pod přezdívkou „Baron Von Tito“) nabrala jeho kariéra vzestup, když nahradil bubeníka v Blink 182. Barker je znám svým účesem ve stylu Indiánů kmene Mohawk a vystavováním svého potetovaného těla. Je považován za jednoho z nejlepších světových bubeníků současnosti. Byl ovlivněn řadou stylů.
Nevěnuje se jen hraní, rád obchoduje. Založil svoji oděvní firmu Famous Stars and Straps (1999), LaSalle Records (2004), Wahoo's Fish Tacos restaurant.
Značky jako DC Shoes a Zildjian mají výrobky s jeho jménem.
Barker byl dvakrát ženat. První žena Melissa Kennedy, druhá žena Shanna Moakler, s niž má syna Landona (* 9.10. 2003) a dceru Alabamu (* 24.12.2005).

## Dětství
Travis Barker se narodil 14. listopadu 1975 Randymu a Glorii Barkerovým ve Fontaně v Kalifornii. Své první bicí dostal od své matky, když mu byly čtyři roky. Sama ho zprvu učila a poté se o Travise staral jazzový učitel. Během let byl Travis vystaven mnoha hudebním stylům.
V době nástupu na střední školu (Fontana High School), zemřela jeho matka na rakovinu. Stačila mu říct, aby se nevzdával a splnil si své sny. Travis poté začal brát hraní vážně, připojil se ke školní skupině (v aj marching band) a zde hrál svoji část na rytmický buben. Ještě přitom stačil bubnovat v malé školní jazzové formaci. Ve všech, ale hlavně v posledním ročníku se začal s kapelami objevovat na místních festivalech. Po maturitě v roce 1993 získával zkušenosti s Feeble, The Suicide Machines a The Aquabats.

## Blink182, 1998 - 2005
V roce 1998 byl Travis na turné s The Aquabats (zde vystupoval pod pseudonymem „Baron Von Tito“). Během tohoto turné hráli i s Blink 182. Scott Raynor Blink 182 během turné opustil. Travis byl požádán o to, zdali by ho nezastoupil. Travis se 20 skladeb naučil za méně než dvě hodiny a odehrál zbytek turné. Získal tak velký respekt Blink 182 a nabídku stát se jejím členem. S nabídkou neváhal.
S Barkerem Blink 182 vydali jejich nejprodávanější album Enema of the State (1999), následováno Take Off Your Pants and Jacket (2001), Blink-182 (2003)
Po sedmi letech s Blink 182 oznámila kapela (prosinec 2005) neurčitou pauzu a poté rozpad. Ale v roce 2009, 9. února na Grammy Awards oznámili, že Blink 182 budou znovu pokračovat.

## Vedlejší projekty, 2002
Barker sám říká, že má rád mnoho stylů, obzvláště hip-hop. V interview pro MTV prohlásil: "Možná poslouchám víc hip-hop a drum'n'bass, než dělám punkrock…"
Během hraní s Blink 182 se věnoval Box Car Racer, The Transplants a Expensive Taste.
Box Car Racer je vedlejší projekt, který Barker začal s Tomem DeLongem v roce 2002. BCR vydali stejnojmenné album. Tom tvrdí, že požádal Travise, aby nemusel hledat a platit studiového bubeníka.
The Transplants je hip-hopem ovlivněná punková kapela ve které s Barkerem hráli Tim Armstrong z Rancid a Rob Aston. Vydali dvě studiové nahrávky - stejnojmennou v roce 2002 a Haunted Cities (LaSalle Records, 2005)
Expensive Taste je hip-hopová skupina založená roku 2006 Travisem Barkerem, Robem Astonem, Paulem Wallem
Dále Barker produkoval, či se hedebně podílel na albech Black Eyed Peas, P!nk a Pharrella Williamse.
Objevil se na albu Buna B, Trill (2005) v „Late night creepin“.
Produkoval čtvrté album T.I. - King (2006)
Hrál bicí na třetím albu Avril Lavigne.
Vystupuje s DJ AMem

## +44
Po oznámení pauzy Blink 182 v roce 2005 založili Travis Barker a Mark Hoppus kapelu +44. K tomu přizvali Carol Heller - bývalou zpěvačku a kytaristku dívčí punkové kapely Get the Girl.
Heller kapelu z rodinných důvodů opustila. Již však nahrála zpěvy k "Make You Smile" a "Weatherman" , které jsou na albu. Za Carol našli Hoppus a Barker Craiga Fairbaugha (ex-The Transplants, Lars Frederiksen and the Bastards, Mercy Killers) a Shane Gallaghera (bývalého člena The Nervous Return).
Během natáčení klipu „When Your Heart Stops Beating“ si po celodenním bubnování zlomil Barker ruku. Kvůli léčení zrušil svoji účast na Evropském turné +44. Nahradil ho jeho kamarád Gil Sharone z Stolen Babies. Barker kvůli lepšímu hojení kosti musel přestat být vegetariánem po 16 letech. Kvůli léčení nestihl Australian summer tour, kde si paradoxně zlomil nohu s Blink 182.

## Vlivy
Barkera ovlivnilo všechno od Run-D.M.C. k The Clash. K jeho oblíbeným bubeníkům patří Stewart Copeland (Police), Tommy Lee (Mötley Crüe), Tré Cool (Green Day), Ringo Starr (The Beatles), Keith Moon (The Who), John Bonham (Led Zeppelin). V mládí ho učil Bill Stevenson (Descendents).

## Bicí

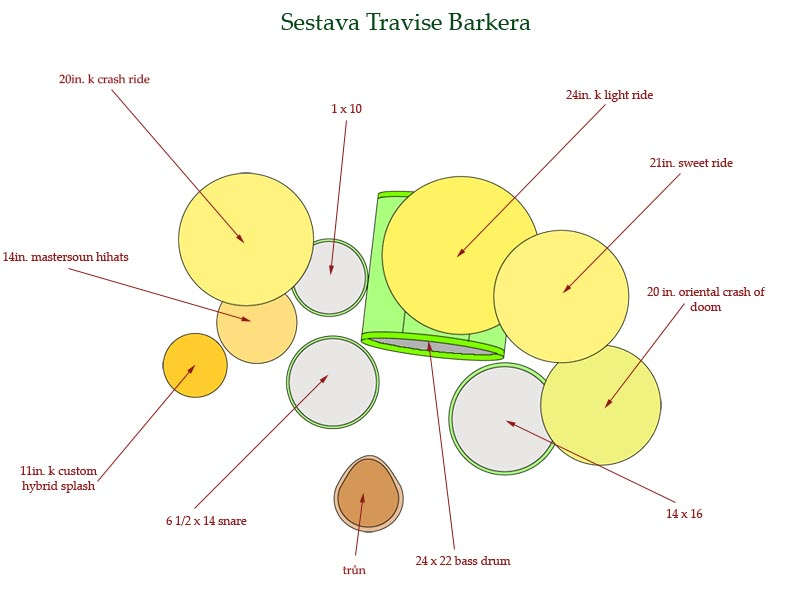
Schéma bicí soupravy Travise Bakera

Barker hraje na bicí značky OCDP (Orange County Drums & Percussion), činely Zildjian, vybavení DW, používá svou vlastní sérii paliček Zildjian.
Barker je levák, leč svoji sadu má postavenou jako pravák.
Pokud má zdravotní problémy, hraje dál: se zlomenou pravou nohou hrál na bass drum svou zdravou levou, se zlomenou levou rukou hrál na rytmičák zdravou levou nohou.

## Havárie letadla
Dne 19. září 2008 utrpěl Barker vážná poranění při pádu letadla Learjet 60.

## Diskografie
| Rok  | Název alba                                             | Kapela                   | Studio                            |
| ---- | ------------------------------------------------------ | ------------------------ | --------------------------------- |
|      | All Dressed Up And No Where To Go                      | Feeble                   |                                   |
| 1997 | The Fury of the Aquabats!                              | The Aquabats!            | Golden Voice Records              |
| 1999 | Enema of the State                                     | Blink-182                | MCA Records                       |
| 2000 | The Mark, Tom, and Travis Show: The Enema Strikes Back | Blink-182                | MCA Records                       |
| 2001 | Take Off Your Pants and Jacket                         | Blink-182                | MCA Records                       |
| 2002 | Box Car Racer                                          | Box Car Racer            | MCA Records                       |
| 2002 | Transplants                                            | Transplants              | Hellcat Records                   |
| 2003 | Blink-182                                              | Blink-182                | Geffen Records                    |
| 2005 | Greatest Hits                                          | Blink-182                | Geffen Records                    |
| 2005 | Haunted Cities                                         | Transplants              | La Salle Records/Atlantic Records |
| 2006 | When Your Heart Stops Beating                          | +44                      | Interscope Records                |
| 2007 | TBA                                                    | Expensive Taste          |                                   |
| 2008 | Fix Your Face                                          | TRV$ DJ-AM               |                                   |
| 2009 | Fix Your Face Vol. 2 - Coachella '09'                  | TRV$ DJ-AM               |                                   |
| 2012 | Psycho White (EP)                                      | Travis Barker & Yelawolf |                                   |

## Obchody
Rád obchoduje. Založil firmu Famous Stars and Straps (1999), která prodává skate oblečení. Spoluzaložil LaSalle Records a vlastní část Wahoo's Fish Tacos restaurant.
Spolu s DC Shoe Company vydali boty „Alias Remix“, dále spolupracuje se společnostmi Orange County Drum and Percussion a Zildjian.

## Tetování
Travisovo první tetování bylo slovo "BONES" (přezdívka když byl kluk) na noze, které si nechal udělat v 17. Další bylo "SELF MADE" na jeho kotníku. Některá Travisova tetování mají náboženský charakter, jak říká, vyrostl jako katolík. Má Ježíše na paži, modlící se ruce na levé straně hlavy. Má několik tetování symbolizujících jeho lásku ke Cadillacům - nápis na pravém boku, značku na prsou.
Mnoho jich je z lásky k muzice - fráze „CAN I SAY“(první album Dag Nastyho), mikrofon, boom box na břiše (z lásky k breakdance v mládí), „HOPE“ na jeho zádech (píseň Descendents a pozitivum po matčině smrti), paličky a noty na pravé ruce.
Také láska k rodině "FAMILIA", "MOM", "SHANNA", "MELISSA".
Sám o tom říká: "Tetuju se abych s ničím nezůstal pozadu. Udělal jsem to schválně, abych nedostal normální práci a moh dělat muziku."
Travis se chlubí že na tomto druhu umění nechal $30,000.

## Vztahy
Oženil a rozvedl se dvakrát.
Prvně si vzal dlouholetou přítelkyni Mellisu Kennedy 22. září 2001 a rozvedl 6. srpna 2002.
Podruhé se oženil s herečkou a miss USA 1995 Shannou Moakler 30. října 2005. Měli svatbu v gotickém stylu, inspirovanou filmem Tima Burtona The Nightmare Before Christmas. Spolu mají dvě děti Landona Ashera Alabamu Luellu. Všichni vystupovali v show MTV Meet The Barkers. Barker po dvou letech požádal o rozvod.

## Film a televize
Objevil se v mnoha filmech, seriálech a televizních show. Nejvíce je znám ze své show Meet The Barkers(2005 - 2006).Zářil v Punk'd, Candid Camera-esque television show, reklamě na Boost Mobile, CSI (jako rapper), The Simpsons, late night TV show MADtv, 41st annual CMA Awards (2006), dále na Much Music Awards (2002), MTV Video Music Awards(2000). S členy Blink 182 v "Leave it to Blink-182„parodii na “Leave it to Beaver"

### Filmografie
| Rok  | Film                                | Role                 | Poznámka                        |
| ---- | ----------------------------------- | -------------------- | ------------------------------- |
| 1999 | Prci, prci, prcičky                 | Člen garážové kapely |                                 |
| 1999 | The Urethra Chronicles              | Blink-182            |                                 |
| 1999 | Two Guys, a Girl, and a Pizza Place | Sám sebe             |                                 |
| 2000 | Jailbait                            | Blink-182            |                                 |
| 2001 | Mad TV                              | Blink-182            | "Leave it to Blink-182"         |
| 2002 | Riding in Vans with Boys            | Blink-182            |                                 |
| 2002 | South Park                          | Blink-182            | Parodie Blink-182 (Episoda 709) |
| 2003 | Ride with Funkmaster Flex           | Sám sebe             |                                 |
| 2003 | The Urethra Chronicles II           | Blink-182            |                                 |
| 2003 | The Simpsons                        | Blink-182            | Episoda 300                     |
| 2005 | Give 'Em the Boot                   | Transplants          |                                 |
| 2005 | Meet the Barkers                    | Sám sebe             | 2005–2006                       |
| 2006 | CSI: Crime Scene Investigation      | Hi Def               |                                 |
| 2006 | Live Freaky Die Freaky              | Policista #2 (hlas)  |                                 |

## Klipy
V klipech se ukazoval s kapelami, ve kterých bubnoval - Blink-182, Box Car Racer, Transplants a +44. Dále se objevil v klipu P. Diddyho „Bad Boy for Life“, Bubba Sparxxxe „Back In The Mudd“, Dem Franchise Boys „Ridin Rims“, Xzibita „Hey Now (Mean Muggin')“, T.I. „What You Know“, Three 6 Mafia „Side 2 Side (remix)“, Outkast „Morris Brown“, Demi Lovato „Really Don't Care (ft. Cher Lloyd)“

### Videografie
| Rok  | Píseň                           | Kapela             | Poznámka           |  |
| ---- | ------------------------------- | ------------------ | ------------------ |  |
| 1998 | "Super Rad"                     | The Aquabats!      |                    |  |
| 1999 | "All The Small Things"          | Blink-182          |                    |  |
| 1999 | "What's My Age Again"           | Blink-182          |                    |  |
| 2000 | "Man Overboard"                 | Blink-182          |                    |  |
| 2000 | "Adam's Song"                   | Blink-182          |                    |  |
| 2001 | "First Date"                    | Blink-182          |                    |  |
| 2001 | "Bad Boys For Life"             | P.Diddy            |                    |  |
| 2001 | "Stay Together For The Kids"    | Blink-182          |                    |  |
| 2001 | "The Rock Show"                 | Blink-182          |                    |  |
| 2002 | "I Feel So"                     | Box Car Racer      |                    |  |
| 2002 | "There Is"                      | Box Car Racer      |                    |  |
| 2003 | "Feeling This"                  | Blink-182          |                    |  |
| 2003 | "Back in the Mud"               | Bubba Sparxxx      |                    |  |
| 2003 | "Diamonds and Guns"             | Transplants        |                    |  |
| 2003 | "D.J. D.J."                     | Transplants        |                    |  |
| 2003 | "Violence"                      | Blink-182          |                    |  |
| 2003 | "Feeling This"                  | Blink-182          |                    |  |
| 2003 | "Obvious"                       | Blink-182          |                    |  |
| 2003 | "The Fallen Interlude"          | Blink-182          |                    |  |
| 2003 | "Stockholm Syndrome"            | Blink-182          |                    |  |
| 2003 | "Down"                          | Blink-182          | rozšířená verze CD |  |
| 2004 | "Always"                        | Blink-182          |                    |  |
| 2004 | "Down"                          | Blink-182          |                    |  |
| 2004 | "I Miss You"                    | Blink-182          |                    |  |
| 2004 | "Hey Now"                       | Xzibit             |                    |  |
| 2005 | "What I Can't Describe"         | Transplants        |                    |  |
| 2005 | "Gangsters & Thugs"             | Transplants        |                    |  |
| 2006 | "What You Know"                 | T.I.               |                    |  |
| 2006 | "When Your Heart Stops Beating" | +44                |                    |  |
| 2006 | "Chapter 13"                    | +44                |                    |  |
| 2006 | "God's Gonna Cut You Down"      | Johnny Cash        |                    |  |
| 2006 | "Ridin' Rims"                   | Dem Franchize Boyz |                    |  |
| 2006 | "Side 2 Side"                   | Three 6 Mafia      |                    |  |
| 2006 | "Moriss Brown"                  | Outkast            |                    |  |
| 2006 | "It's OK (One Blood)"           | The Game           | AOL Sessions       |  |
| 2006 | "Let's Ride"                    | The Game           | AOL Sessions       |  |
| 2006 | "Too Much"                      | The Game           | AOL Sessions       |  |
| 2006 | "Compton"                       | The Game           | AOL Sessions       |  |
| 2007 | "Baby, Come On"                 | +44                | AOL Sessions       |  |
| 2007 | "When Your Heart Stops Beating" | +44                | AOL Sessions       |  |
| 2007 | "Cliff Diving"                  | +44                | AOL Sessions       |  |
| 2007 | "Lycanthrope"                   | +44                | AOL Sessions       |  |
| 2007 | "Doe Boy Fresh"                 | Three Six Mafia    |                    |  |
| 2008 | "Fix Your Face"                 | TRV$ DJ-AM         |                    |  |

## Zajímavosti
Rok 2008 - Travis Barker utrpěl po havárii letadla vážné popáleniny a byl v kritickém stavu. Malé tryskové letadlo sjelo v Severní Karolíně ze startovací plochy a skončilo na nedaleké silnici. Při havárii zemřeli 4 lidé - oba piloti + další 2 cestující. Travis byl společně s DJ AM převezen do nemocnice.